# Гарпал (лунный кратер)
Кратер Гарпал (лат. Gardner) — небольшой молодой ударный кратер на границе Залива Росы и Моря Холода на видимой стороне Луны. Название присвоено в честь древнегреческого астронома Гарпала и утверждено Международным астрономическим союзом в 1935 г. Образование кратера относится к эратосфенскому периоду.

## Описание кратера

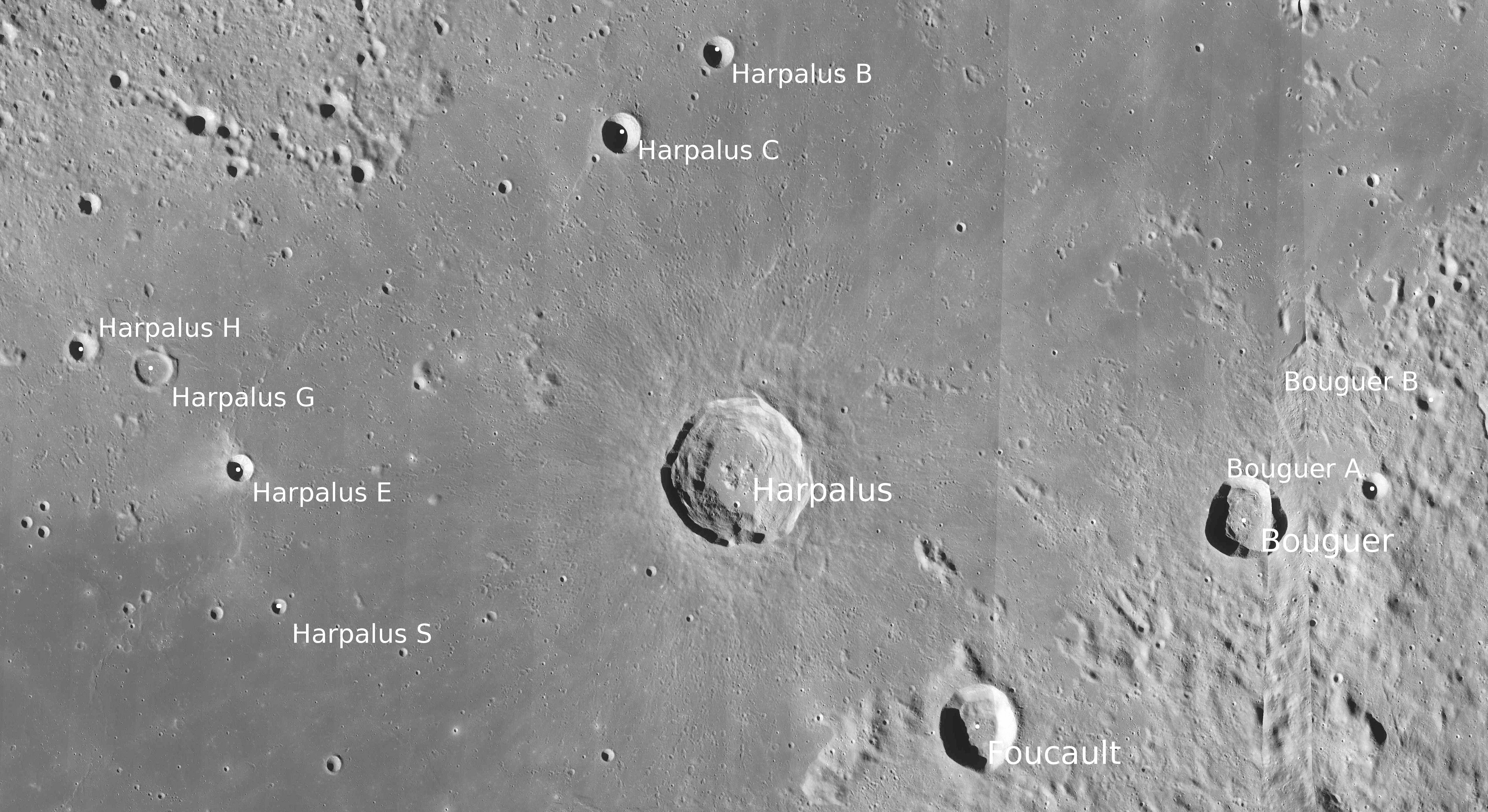
Окрестности кратера Гарпал. Снимок Lunar Reconnaissance Orbiter.

Ближайшими соседями кратера являются кратер Марков на западе, кратер Саут на северо-западе, кратеры Робинсон и Хорребоу на севере, кратер Бугер на востоке, а также кратер Фуко на юго-востоке. На западе от кратера за Заливом Росы лежит Океан Бурь, на востоке-юго-востоке находятся горы Юра. Селенографические координаты центра кратера 52°44′ с. ш. 43°29′ з. д. / 52,73° с. ш. 43,49° з. д., диаметр 39,8 км, глубина 3,6 км.
Кратер имеет полигональную форму, практически не подвергся разрушению, кромка вала четко очерчена, окружена мощным внешним откосом особенно развитым в северной части. Внутренний склон вала имеет террасовидную структуру, несколько сужен в северной части. Средняя высота вала кратера над окружающей местностью 1020 м, объем кратера составляет приблизительно 1 100 км³. Дно чаши кратера сравнительно ровное, имеется группа центральных пиков с высотой от 200 до 400 м.
Кратер Гарпал включен в список кратеров с яркой системой лучей Ассоциации лунной и планетарной астрономии (ALPO).

## Сателлитные кратеры

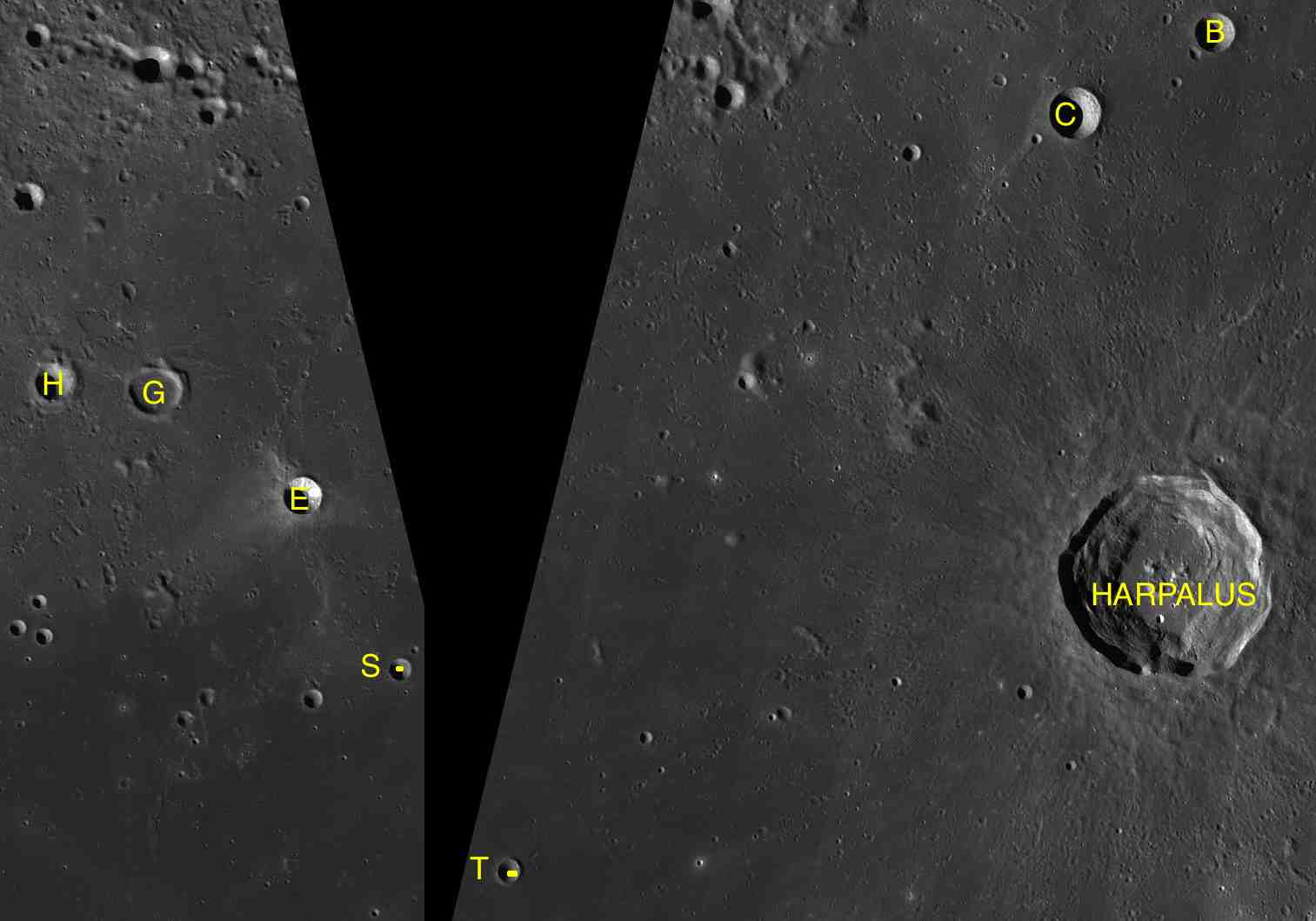
Фрагменты карт LAC-10, LAC-11.

| Гарпал | Координаты                                            | Диаметр, км |
| ------ | ----------------------------------------------------- | ----------- |
| B      | 56°14′ с. ш. 43°46′ з. д. / 56,24° с. ш. 43,77° з. д. | 7,7         |
| C      | 55°17′ с. ш. 45°14′ з. д. / 55,29° с. ш. 45,24° з. д. | 10,0        |
| E      | 52°46′ с. ш. 50°59′ з. д. / 52,77° с. ш. 50,98° з. д. | 7,5         |
| G      | 53°38′ с. ш. 52°17′ з. д. / 53,63° с. ш. 52,28° з. д. | 10,4        |
| H      | 53°48′ с. ш. 53°20′ з. д. / 53,8° с. ш. 53,34° з. д.  | 7,8         |
| S      | 51°33′ с. ш. 50°24′ з. д. / 51,55° с. ш. 50,4° з. д.  | 4,4         |
| T      | 50°07′ с. ш. 49°34′ з. д. / 50,12° с. ш. 49,57° з. д. | 4,3         |